# 倒數時刻
《倒數時刻》（英語：Tick, Tick... Boom!）是一部2021年美國歌舞劇情片，由林-曼努爾·米蘭達執導，史蒂文·萊文森編劇。故事改編自強納生·拉森創作的同名舞台劇，由安德魯·加菲爾德、雅莉珊卓·希普、凡妮莎·哈金斯、羅賓·德·哈蘇、約書亞·亨利、茱蒂絲·萊特和布萊德利·惠特福德主演。
《倒數時刻》定於2021年11月10日在AFI Fest首映，2021年11月12日在美國有限上映，2021年11月19日在Netflix上線。

## 演員
- 安德魯·加菲爾德飾演強納生·拉森
- 凡妮莎·哈金斯飾演卡雷莎·強生（Karessa Johnson）
- 雅莉珊卓·希普飾演蘇珊（Susan）
- 羅賓·德·哈蘇（英语：Robin de Jesús）飾演麥可（Michael）
- 約書亞·亨利（英语：Joshua Henry）飾演羅傑（Roger）
- 茱蒂絲·萊特（英语：Judith Light）飾演蘿莎·史蒂文斯（Rosa Stevens）
- 布萊德利·惠特福德飾演史蒂芬·桑坦
- 貝絲·梅隆（英语：Beth Malone）飾演她自己
- 喬爾·格雷飾演艾倫·拉森（Allan Larson，未掛名）

## 製作
2018年7月，宣佈林-曼努爾·米蘭達執導一部改編自舞台劇的電影，該片將是他的導演處女作，並由史蒂文·萊文森撰寫劇本，Imagine Entertainment製作。2019年6月，Netflix收購了該片的發行權，而安德魯·加菲爾德是主角的首要人選。10月，確認加菲爾-德出演電影。11月，宣佈雅莉珊卓·希普、凡妮莎·哈金斯和羅賓·德·哈蘇加盟劇組。2020年1月，宣佈約書亞·亨利、茱蒂絲·萊特和布萊德利·惠特福德加盟劇組。

### 拍攝
主體拍攝於2020年3月3日在紐約市開始進行。2020年4月，受2019冠狀病毒病疫情影響，本片暫停拍攝。復拍於同年10月開始進行，並於11月殺青。

## 發行
《倒數時刻》定於2021年11月10日在AFI Fest首映，並於2021年11月12日在美國有限上映，2021年11月19日在Netflix上線。

## 外部連結
- 互联网电影数据库（IMDb）上《倒數時刻》的资料（英文）
- 豆瓣电影上《倒數時刻》的資料 （简体中文）

#invoke:NavboxV2